# Tiddo Nieboer
Tiddo Hedzer Nieboer (Groningen, 18 november 1940 – Narbonne, 29 mei 2002) was een Nederlandse beeldhouwer en schilder.

## Leven en werk
Nieboer wilde na de hbs boer of artiest worden, maar zijn vader vond dat hij beter kon gaan studeren. Hij studeerde een blauwe maandag psychologie en maakte alsnog de overstap naar de kunst. Hij werd opgeleid aan het Instituut voor Kunstnijverheidsonderwijs in Amsterdam (1962-1963) en volgde de avondopleiding aan de Arnhemse academie voor beeldende kunsten (1964-1965). Nieboer werkte enige tijd als industrieel vormgever en was daarnaast als kunstenaar actief. Hij maakte veelal kosmische objecten in metaal, kunststof en hout, schilderde onder meer stillevens, en maakte ook grafisch werk als etsen en houtdrukken. Hij gaf les in Amsterdam en was twintig jaar als docent verbonden aan Academie Minerva in Groningen. Tot zijn leerlingen behoorden Albert Geertjes, Radboud Houtman en Tiddo Nikkels.
Nieboer exposeerde meerdere malen en had solotentoonstellingen bij diverse galerieën, waaronder die van zijn vrouw Jacoba Wijk in Wehe-den Hoorn, en in het Groninger Museum (1984, 2001). In 1989 ontving hij de presentatiesubsidie van het ministerie van Welzijn, Volksgezondheid en Cultuur, een tijdelijke vervanger van de Beeldende Kunstenaars Regeling.
Hij woonde de laatste jaren van zijn leven in het Franse Saint-Christophe-en-Boucherie en overleed op 61-jarige leeftijd in een ziekenhuis in Narbonne. Zijn laatste ontwerp was Het Huis, dat hij maakte in het kader van Kennisjaren 1994-2014, een kunstproject van de Rijksuniversiteit Groningen. Het werd in overleg met zijn weduwe uitgevoerd door Harm van Weerden.

## Werken (selectie)
- 1988 drie werken, Diakonessenhuis (Groningen)
- 1993 Sesimbra, bij gemeentehuis De Marne, Leens
- 2000 Het Huis, faculteit Wijsbegeerte, Oude Boteringestraat, Groningen